# Bellevue strand

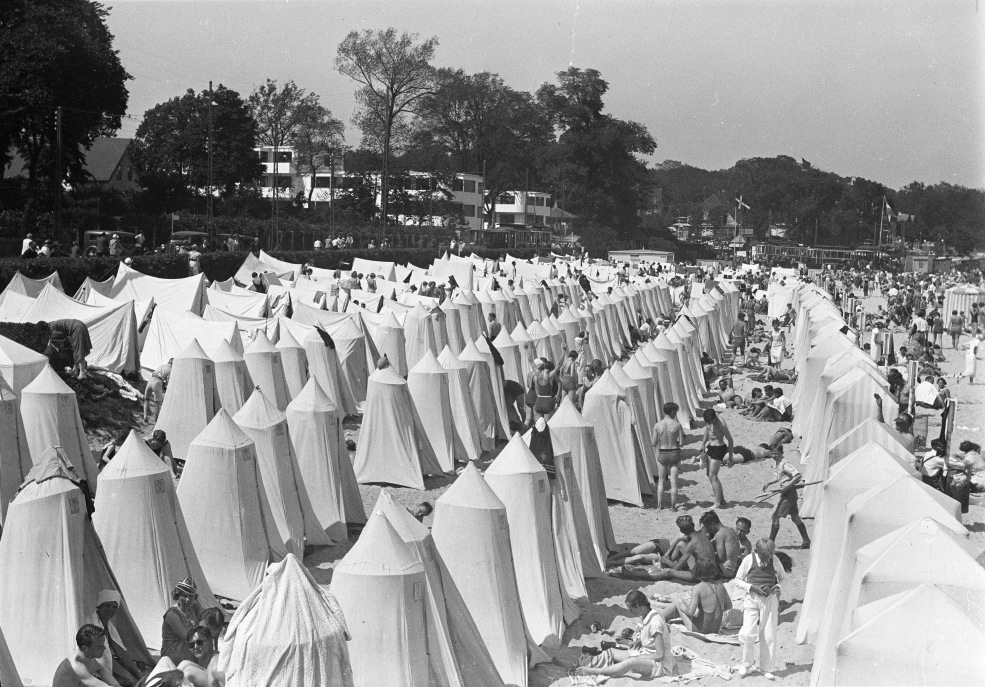
Sommarliv på stranden vid Bellevue, fotograferat okänt år av Sven Türck (1897-1954)

Bellevue strand är en strand vid Öresund i Klampenborg norr om Köpenhamn. Stranden besöks årligen av 500 000 personer.[källa behövs] Stranden, som är anlagd, är cirka 700 meter lång och 20–40 meter bred.